# Sherman Williams (Musiker)
Sherman Williams war ein US-amerikanischer Rhythm-&-Blues-Musiker (Saxophon) und Bandleader.

## Leben und Wirken
Williams trat in den 1940er-Jahren im Raum Nashville mit einer eigenen Jump-Blues- und Swing-Band auf, für die Louis Jordans Tympany Five, Jack McVeas Door Openers und Roy Miltons Solid Senders musikalische Vorbilder waren. Aufnahmen entstanden 1947 in Nashville für Bullet Records, außerdem für Foto Records in Los Angeles (1947), Excelsior und Gold Star Records (1948) sowie für Plymouth Records 1949. Im Jahr 1952 gründete Williams sein eigenes Label Unique Records, auf dem er The Bounce (Parts 1 & 2) veröffentlichte, mit der West Coast-Vokalgruppe Four Flames. 1956 nahm Williams noch für Flip Records auf.

## Diskographische Hinweise
- Sherman Williams 1947-1951: The Chronological Classics Blues & Rhythm Series (Classics)